# 1958 في المغرب
فيما يلي قوائم الأحداث التي وقعت خلال عام 1958 في المغرب.

## سياسة

### تعيين في المنصب
- 12 مايو – أحمد بلافريج رئيس حكومة المغرب.
- 16 ديسمبر – عبد الله إبراهيم رئيس حكومة المغرب.

### انتهاء فترة المنصب
- 15 أبريل – البكاي بن مبارك الهبيل رئيس حكومة المغرب.
- 13 ديسمبر – أحمد بلافريج رئيس حكومة المغرب.

## رياضة
- 19 أكتوبر – جائزة المغرب الكبرى 1958 الفائز ستيرلنغ موس.

## مواليد

### يناير
- 1 يناير – جمال أغماني سياسي مغربي.
- 1 يناير – رجاء بن شمسي كاتبة مغربية.
- 1 يناير – رشيد الطالبي العلمي سياسي مغربي.
- 1 يناير – سعيد بوتفليقة سياسي جزائري.
- 1 يناير – فؤاد العروي
- 1 يناير – نادية ياسين سياسي مغربية.
- 1 يناير – صلاح بوسريف شاعر وكاتب مغربي.

### فبراير
- 2 فبراير – قانا المغناوي مغني جزائري.
- 4 فبراير – بوسرحان الزيتوني مخرج مسرحي مغربي.
- 24 فبراير – شكيب بن موسى سياسي مغربي.

### مارس
- 14 مارس – فاتحة مرشيد

### أبريل
- 2 أبريل – إيريك بوسون سياسي فرنسي.
- 9 أبريل – الطيب الفاسي الفهري سياسي مغربي.
- 19 أبريل – روبرتو لوبيز إيفارتي لاعب كرة قدم إسباني.
- 21 أبريل – مصطفى ميري لاعب كرة قدم مغربي.
- 30 أبريل – عبد العزيز سليماني لاعب كرة قدم مغربي.

### مايو
- 30 مايو – تميم محمد كاتب مغربي.

### أكتوبر
- 15 أكتوبر – مريم منت الحسان مغنية و فتاة هوى.
- 19 أكتوبر – صارم الفاسي الفهري منتج أفلام مغربي.

### نوفمبر
- 6 نوفمبر – ناصر لاركيط مدرب كرة قدم مغربي.

### ديسمبر
- 15 ديسمبر – عزيزة جلال مغنية مغربية.